# 24 ur Le Mansa 1937
24 ur Le Mansa 1937 je bila štirinajsta vzdržljivostna dirka 24 ur Le Mansa. Potekala je 19. in 20. junija 1937.

## Rezultati

### Uvrščeni
| Poz | Razred | Št | Moštvo              | Dirkači                                          | Šasija                           | Motor                | Krogi |
| --- | ------ | -- | ------------------- | ------------------------------------------------ | -------------------------------- | -------------------- | ----- |
| 1   | 5.0    | 2  | Roger Labric        | Jean-Pierre Wimille Robert Benoist               | Bugatti Type 57G Tank            | Bugatti 3.3L I8      | 243   |
| 2   | 5.0    | 14 | Joseph Paul         | Joseph Paul Marcel Mongin                        | Delahaye 135CS                   | Delahaye 3.6L I6     | 236   |
| 3   | 5.0    | 10 | Ecurie Bleue        | René Dreyfus Henri Stoffel                       | Delahaye 135CS                   | Delahaye 3.6L I6     | 231   |
| 4   | 3.0    | 19 | Société R.V.        | Jacques de Valence de Minardiere Louis Gérard    | Delage D6-70                     | Delage 3.0L I6       | 215   |
| 5   | 1.5    | 37 | J.M. Skeffington    | J.M. Skeffington R.C. Murton-Neale               | Aston Martin 1½ Ulster           | Aston Martin 1.5L I4 | 205   |
| 6   | 2.0    | 33 | Adler               | Peter Graff Orssich Rudolf Sauerwein             | Adler Super Trumpf Rennlimousine | Adler 1.7L I4        | 205   |
| 7   | 2.0    | 26 | Emile Darl'Mat      | Jean Pujol Marcel Contet                         | Darl'Mat DS                      | Peugeot 2.0L I4      | 203   |
| 8   | 2.0    | 25 | Emile Darl'Mat      | Charles de Cortanze Maurice Serre                | Darl'Mat DS                      | Peugeot 2.0L I4      | 203   |
| 9   | 2.0    | 34 | Adler               | Otto Löhr Paul von Guilleaume                    | Adler Super Trumpf Rennlimousine | Adler 1.7L I4        | 202   |
| 10  | 2.0    | 27 | Emile Darl'Mat      | Daniel Porthault Louis Rigal                     | Darl'Mat DS                      | Peugeot 2.0L I4      | 197   |
| 11  | 2.0    | 31 | C.T. Thomas         | Mortimer Morris-Goodall Cmdr. Robert P. Hitchens | Aston Martin Speed Model         | Aston Martin 2.0L I4 | 193   |
| 12  | 1.1    | 48 | Just-Emile Vernet   | Just-Emile Vernet Suzanne Largeot                | Simca                            | Fiat 1.0L I4         | 171   |
| 13  | 1.5    | 36 | A.C. Scott          | Archie Scott Ted Halford                         | HRG 1500 Le Mans                 | Meadows 1.5L I4      | 163   |
| 14  | 1.1    | 42 | M.K.H. Bilney       | M.K.H. Bilney Joan Richmond                      | Ford Ten GB                      | Ford 1.1L I4         | 161   |
| 15  | 1.1    | 49 | H. Lesbros          | Dimitri Calaraseano H. Lesbros                   | Adler Trumpf Junior              | Adler 1.0L I4        | 160   |
| 16  | 1.1    | 54 | Capt. G.E.T. Eyston | Dorothy Stanley-Turner Joan Riddell              | MG PB Midget                     | MG 0.9L I4           | 154   |
| 17  | 750    | 59 | Gordini             | Jean Viale Albert Alin                           | Simca Cinq                       | Fiat 0.6L I4         | 145   |

### Odstopi
| Poz | Razred | Št | Moštvo                     | Dirkači                                             | Šasija                                       | Motor                                  | Krogi |
| --- | ------ | -- | -------------------------- | --------------------------------------------------- | -------------------------------------------- | -------------------------------------- | ----- |
| 18  | 5.0    | 11 | Ecurie Bleue               | Larry Schell René Carriére                          | Delahaye 135CS                               | Delahaye 3.6L I6                       | 193   |
| 19  | 1.1    | 41 | Yves Giraud-Cabantous      | Yves Giraud-Cabantous Charles Rigoulot              | Chenard & Walcker                            | Chenard & Walcker 1.1L I4              | 151   |
| 20  | 5.0    | 9  | Louis Villeneuve           | Louis Villeneuve André Vagniez                      | Delahaye 135CS                               | Delahaye 3.6L I6                       | 147   |
| 21  | 1.1    | 46 | Gordini                    | Amédée Gordini Philippe Maillard-Brune              | Simca Huit                                   | Fiat 1.1L I4                           | 137   |
| 22  | 2.0    | 32 | Eddie Hertzberger          | Eddie Hertzberger Albert Debille                    | Aston Martin Speed Model                     | Aston Martin 2.0L I4                   | 136   |
| 23  | 5.0    | 1  | Roger Labric               | Roger Labric Pierre Veyron                          | Bugatti Type 57G Tank                        | Bugatti 3.3L I8                        | 130   |
| 24  | 1.1    | 50 | R.H. Eccles                | Roy Eccles Freddie de Clifford                      | Singer Nine Le Mans Replica                  | Singer 1.0L I4                         | 121   |
| 25  | 5.0    | 8  | André Parguel              | André Parguel Robert Brunet                         | Delahaye 135CS                               | Delahaye 3.6L I6                       | 100   |
| 26  | 5.0    | 18 | Raymond de Saugé Destrez   | Raymond de Saugé Destrez Genaro Léoz Abad           | Bugatti Type 57S                             | Bugatti 3.3L I8                        | 99    |
| 27  | 1.1    | 53 | Jacques Savoye             | Jacques Savoye Pierre Pichard                       | Singer Nine Le Mans Replica "Savoye Special" | Singer 1.0L I4                         | 93    |
| 28  | 1.1    | 52 | Team Autosports            | G.H. Boughton F.H. Lye                              | Singer Nine Le Mans Replica                  | Singer 1.0L I4                         | 91    |
| 29  | 750    | 58 | Gordini                    | Adrien Alin Athos Querzola                          | Simca Cinq                                   | Fiat 0.6L I4                           | 77    |
| 30  | 750    | 57 | Austin                     | Charles Dodson Bert Hadley                          | Austin 7                                     | Austin 0.7L I4                         | 74    |
| 31  | 750    | 55 | R. Marsh                   | Kaye Petre G. Mangan                                | Austin 7                                     | Austin 0.7L I4                         | 72    |
| 32  | 1.1    | 51 | Team Autosports            | Norman Black John Donald Barnes                     | Singer Nine Le Mans Replica                  | Singer 1.0L I4                         | 72    |
| 33  | 1.1    | 45 | Gordini                    | Jacques Blot Henri Ferrand                          | Simca Huit                                   | Fiat 1.1L I4                           | 55    |
| 34  | 2.0    | 29 | Frazer Nash                | Harold John Aldington A.F.P. Fane                   | Frazer Nash-BMW 328                          | BMW 2.0L I6                            | 43    |
| 35  | 1.5    | 35 | Mme Anna-Cecile Rose-Itier | Anna-Cecile Rose-Itier Fritz Huschke von Hanstein   | Adler Trumpf Rennlimousine                   | Adler 1.5L I4                          | 40    |
| 36  | 5.0    | 15 | Jacques Seylair            | Jacques Seylair Paul Bénazet                        | Delahaye 135CS                               | Delahaye 3.6L I6                       | 36    |
| 37  | 750    | 56 | John Carr                  | Charles Goodacre Dennis Buckley                     | Austin 7                                     | Austin 0.7L I4                         | 32    |
| 38  | 2.0    | 40 | Yves Giraud-Cabantous      | Charles Cotet Charles Roux                          | Chenard & Walcker                            | Chenard & Walcker 1.8L Supercharged I4 | 32    |
| 39  | 5.0    | 3  | Arthur W. Fox              | Johnny Hindmarsh Charles Brackenbury                | Lagonda LG45                                 | Meadows 4.5L I6                        | 30    |
| 40  | 1.5    | 39 | Ecurie Eudel               | Jean Trévoux Guy Lapchin                            | Riley Sprite TT                              | Riley 1.5L I4                          | 11    |
| 41  | 5.0    | 4  | Raymond Sommer             | Raymond Sommer Giovanni Battista Guidotti           | Alfa Romeo 8C 2900A Spider                   | Alfa Romeo 2.9L Supercharged I8        | 11    |
| 42  | 5.0    | 12 | Eugène Chaboud             | Eugène Chaboud Jean Trémoulet                       | Delahaye 135CS                               | Delahaye 3.6L I6                       | 9     |
| 43  | 5.0    | 7  | André M. Embiricos         | Nicholas S. Embiricos Raphaël Béthenod de las Casas | Talbot T150C                                 | Talbot 4.0L I6                         | 9     |
| 44  | 1.5    | 38 | Ecurie Eudel               | Raoul Forestier Roger Caron                         | Riley Sprite TT                              | Riley 1.5L I4                          | 8     |
| 45  | 2.0    | 30 | BMW                        | Fritz Roth Uli Richter                              | BMW 328                                      | BMW 2.0L I6                            | 8     |
| 46  | 2.0    | 28 | David Murray               | David Murray Pat Fairfield                          | Frazer Nash-BMW 328                          | BMW 2.0L I6                            | 8     |
| 47  | 3.0    | 20 | René Kippeurt              | René Kippeurt René Poulain                          | Bugatti Type 44                              | Bugatti 3.0L I8                        | 8     |
| 48  | 5.0    | 21 | Luigi Chinetti             | Luigi Chinetti Louis Chiron                         | Talbot T150C                                 | Talbot 4.0L I6                         | 7     |

### Statistika
- Najhitrejši krog - #2 Roger Labric - 5:13.0
- Razdalja - 3287.938km
- Povprečna hitrost - 136.997km/h

### Dobitniki nagrad
- 12th Rudge-Whitworth Biennial Cup - #31 C.T. Thomas
- Index of Performance - #2 Roger Labric